# Ikizukuri
L’ikizukuri ou ikezukuri (生き作り/活け造り, préparé vivant), est une forme de préparation du sashimi dans lequel l'animal, généralement un poisson, est servi encore vivant.
Un ikizukuri est un poisson choisi vivant par le client, dans un aquarium du restaurant. Le chef-cuisinier sort alors l'animal de l'aquarium et le prépare en filets dans un plat, mais sans tuer l'animal, le cœur doit encore battre. 
Parmi les animaux utilisés le plus communément on peut citer la pieuvre (dont seuls les tentacules sont servis), le homard (considéré comme un plat de luxe, habituellement consommé en automne ou en hiver, à Ise) et bien sûr de nombreux poissons dont la carpe. C'est un plat rarement consommé chez soi.
Dans certaines variantes de l'ikizukuri, le poisson est de nouveau mis dans l'aquarium après découpage des filets, pour le laisser nager, jusqu'à ce qu'il soit ressorti pour un second plat, en soupe.
La pratique de l'ikizukuri est interdite en Allemagne et Australie.